# Ханджери
Ханджери (греч. Χαντζερής — Ханджери или Хангерли) — фанариотская аристократическая семья.
Предок князей Ханджери, оружейный мастер, жил во второй половине XVII в. Он особенно славился изготовлением ханджаров (особых кинжалов), откуда и произошла фамилия Ханджери (изображения ханджаров впоследствии украсили и их герб). Сын Иоанна Георгий Ханджери был придворным медиком турецкого султана, а другой сын, Самуил, в 1763 г. был даже избран константинопольским (вселенским) патриархом. Сын Георгия Константин Ханджери занимал высокие должности в турецкой администрации княжеств: великий камараш Молдавского княжества (1788), великий спатарий княжества Валашского (1791), великий драгоман флота (1795 г.). В 1797 г. Константина назначили валашским господарем (Константин V), но уже спустя 14 месяцев он был убит по приказу султана. Семья Константина породнилась с другими господарскими родами: Гика, Маврокордато, Каллимаки. 
Один из сыновей Константина – князь Александр в начале греческого восстания 1821 г. бежал в Россию и поселился в Одессе. Его сын князь Григорий Александрович (1791–1847), участник греческого восстания, служил в Коллегии иностранных дел, действительный статский советник, другой сын, князь Телемах Александрович (1797–1854), также дипломат, действительный статский советник, в отставке жил в Москве, где занимался филологическими исследованиями. Его сын Николай принял прусское подданство и был камергером прусского двора.
Княжеское достоинство Ханджери не было официально признано в Российской империи, но Николай Телемахович добился его признания в Пруссии. 